# Operculina petaloidea
Espèce
Operculina petaloidea est une espèce de plantes de la famille des Convolvulaceae.

## Synonymes
Cette espèce a pour synonymes :
- synonymes homotypiques :
  - Ipomoea petaloidea Choisy, Mém. Soc. Phys. Genève 6: 451 (1833 publ. 1834). (basionyme)
  - Merremia petaloidea (Choisy) Burkill, Bull. Misc. Inform. Kew 1935: 318 (1935).
- Synonymes hétérotypiques :
  - Convolvulus crispatulus Wall., Numer. List: n.º 1403 (1829), nom. nud.
  - Ipomoea xanthantha Kurz, Forest Fl. Burma 2: 219 (1877).
  - Ipomoea petaloidea var. pauciflora C.B.Clarke in J.D.Hooker, Fl. Brit. India 4: 212 (1883).
  - Merremia crispatula Prain, Bengal Pl. 2: 730 (1903).
  - Operculina petaloidea var. pauciflora (C.B.Clarke) Parmar, J. Econ. Taxon. Bot. 18: 251 (1994).

## Liste des variétés
Selon Tropicos (8 mai 2020) :
- variété Operculina petaloidea var. pauciflora (C.B. Clarke) Parmar